# Герман Лорей
Герман Лорей (нім. Hermann Lorey; 25 вересня 1877, Штральзунд — 15 жовтня 1954, Берлін) — німецький офіцер і військовий історик, контрадмірал крігсмаріне.

## Біографія
7 квітня 1896 року вступив у кайзерліхмаріне. Учасник Першої світової війни, командував німецькими та османськими лінкорами. Після демобілізації армії залишений в рейхсмаріне. 30 червня 1924 року вийшов у відставку.
1 серпня 1924 року повернувся на флот як цивільний співробітник і призначений директором колекції рейхсмаріне в Музеї моряків при Берлінському університеті, одночасно з 1 серпня 1934 року — директор колекції зброї. Залишався на цих посадах до кінця Другої світової війни. 22 березня 1939 року переданий в розпорядження крігсмаріне. В червні 1940 року колекція рейхсмаріне буле перетворена на Музей крігсмаріне. 8 травня 1945 року взятий в полон союзниками. 30 червня 1947 року звільнений.

## Звання
- Кадет (7 квітня 1896)
- Морський кадет (3 травня 1897)
- Фенріх-цур-зее (1 січня 1899)
- Лейтенант-цур-зее (30 вересня 1899)
- Оберлейтенант-цур-зее (15 березня 1902)
- Капітан-лейтенант (30 березня 1906)
- Корветтен-капітан (22 березня 1913)
- Фрегаттен-капітан запасу (21 січня 1920)
- Фрегаттен-капітан (29 червня 1920)
- Капітан-цур-зее (30 листопада 1920)
- Контрадмірал запасу (30 червня 1924)
- Контрадмірал до розпорядження (1 лютого 1941)2

## Нагороди
- Столітня медаль (22 березня 1897)
- Орден «Османіє» 4-го класу (Османська імперія; 15 жовтня 1910)
- Колоніальна медаль із застібкою «Венесуела 1902/03» (1913)
- Орден Червоного орла 4-го класу (18 січня 1914)
- Залізний хрест
  - 2-го класу (19 березня 1915)
  - 1-го класу (18 жовтня 1916)
- Срібна медаль «Імтияз» з шаблями (Османська імперія; 6 серпня 1915)
- Галліполійська зірка (Османська імперія; 6 серпня 1915)
- Срібна медаль «Ліакат» з шаблями (Османська імперія; 27 січня 1918)
- Орден Меджида 3-го класу з шаблями (Османська імперія; 31 травня 1918)
- Морський нагрудний знак «За поранення» в чорному (жовтень 1918)
- Хрест «За вислугу років» (Пруссія) (25 років)
- Почесний хрест ветерана війни з мечами
- Почесний знак «За вірну службу» 1-го ступеня (40 років)
- Хрест Воєнних заслуг 2-го класу